# Louis Becq de Fouquières
Pour les articles homonymes, voir Famille Becq de Fouquières, Becq et Fouquières.
Louis Aimé Victor Becq de Fouquières, né le 17 décembre 1831 à Paris et mort à Paris 8e le 10 octobre 1887, est un homme de lettres français.

## Biographie
Délaissant une carrière militaire après avoir été nommé officier, Louis Becq de Fouquières s'occupe de travaux littéraires et se fait connaître par ses éditions critiques de l'œuvre d'André Chénier ainsi que par ses anthologies des poètes français du XVIe siècle. Il s'intéresse à l'Antiquité avec un ouvrage important sur les jeux des anciens Grecs et Romains, puis avec une étude sur Aspasie de Milet. Il produit des traités sur les arts du théâtre : la versification, la prosodie et la diction, et enfin une étude novatrice sur la mise en scène théâtrale.
Il est inhumé au cimetière du Père-Lachaise (9e division).

## Famille
La famille Becq de Fouquières fait partie des familles subsistantes  d'ancienne bourgeoisie de Picardie, recensée au XVIIIe siècle.
Le père de Louis Becq de Fouquières, Aimé Napoléon Victor Becq de Fouquières (1811-1880) avait épousé Thérèse Élisabeth Dedreux, dite Élise Dedreux, sœur du peintre animalier Alfred Dedreux, connu sous le nom d'Alfred de Dreux. Après la mort d'Élise en 1846, Aimé épouse la plus jeune sœur Louise Marie Anaïs Dedreux (1824-1891), que Louis appelle affectueusement Tantante.
Louis épouse en 1863 Marie Françoise Hélène de Groiseilliez (1836-1825), sœur du peintre Marcellin de Groiseilliez, qui lui donnera trois fils : Jacques (1866-1945), Pierre de Fouquières (1868-1960), chef du protocole et introducteur des ambassadeurs entre les deux guerres mondiales, et André de Fouquières (1874-1959).

## Ouvrages

### Poètes duXVIesiècle
- Poésies choisies de Pierre de Ronsard, 1873
- Poésies de François de Malherbe, 1874 Texte en ligne
- Poésies choisies de Jean Antoine de Baïf, 1874
- Œuvres choisies de Joachim du Bellay, 1876
- Œuvres choisies des poètes du XVIe siècle contemporains de Ronsard, 1879

### Poètes duXVIIIesiècle
- Poésies d’André Chénier, édition critique, 1862
- Œuvres de François de Pange, 1872
- Poésies d’André Chénier, édition critique, 2e édition, 1872. Réédition : Poésie/Gallimard, 1994.
- Œuvres en prose d’André Chénier, 1872 ; 1886 Texte en ligne
- Documents nouveaux sur André Chénier, 1875 Texte en ligne
- Lettres critiques sur la vie, les œuvres, les manuscrits d'André Chénier, 1881
- Poésies d’André Chénier, nouvelle édition, 1881

### Antiquité
- Aspasie de Milet. Étude historique et morale, 1872
- Les Jeux des Anciens, leur origine, leur description, leurs rapports avec la religion, l’histoire, les arts et les mœurs, 1869. Deuxième édition augmentée et corrigée : Les Jeux des Anciens. Description de l'origine des jeux, leurs règles, leur signification : jouets, jeux d'imitation, de souplesse, d'adresse, de balle, jeux de hasard et d'esprit, etc., etc., 1873. Texte en ligne

### Traités
- Traité général de versification française, 1879 Texte en ligne
- Traité de diction et de lecture à haute voix. Le rythme, l'intonation, l'expression, 1881
- Traité élémentaire de prosodie française, 1881
- L'Art de la mise en scène : Essai d'esthétique théâtrale, 1884. Réédition : Marseille, Entre-vues, 1998. Texte en ligne

### Varia
- Drames et comédies, 1860
- Isidore Pils, sa vie et ses œuvres, 1876

### Œuvres non publiées
- Antigone, tragédie en trois actes et 1188 vers, manuscrit daté du 14 février 1885
- Stéphanie ou Les deux Romes, tragédie en cinq actes et en vers, manuscrit non daté; l'action se déroule à Rome en 1002 apr. J.-C., l'argument est l'empoisonnement d'Othon III (Otton III du Saint-Empire) par la veuve de Crescence qui avait été élu consul par le Sénat de Rome mais massacré par l'empereur.

## Sources biographiques
- Pierre Larousse, Grand Dictionnaire universel du XIXe siècle, Supplément, vol. XVII, 1877, p. 324
- Anatole France, «M. Becq de Fouquières» dans La Vie littéraire, 1888,  Texte en ligne